# 胡焕华
胡焕华（1961年2月—），广东惠来人，中华人民共和国政治人物。

## 生平
1961年2月，胡焕华出生在广东省惠来县。1980年，胡焕华进入广东省财政学校学习，1982年毕业后分配至惠来县财政局工作，1984年6月转到惠来县审计局工作，先后出任财金股副股长、财金股股长，期间于1985年5月加入中国共产党。
1992年5月，胡焕华调到揭阳市审计局工作，之后担任财金科副科长、财金科科长、审计局副局长。
2001年7月，胡焕华调任惠来县人民政府副县长，2005年7月转任中共惠来县委副书记。200610月，胡焕华转任揭阳市统计局局长、党组书记。
2012年5月，胡焕华调任中共普宁市委副书记，同年7月兼任市人民政府副市长、代市长、党组书记。2013年12月，胡焕华升任中共普宁市委书记，2014年3月，胡焕华兼任普宁市人大常委会主任。

### 落马
胡焕华涉嫌严重违纪违法接受揭阳市纪委监委纪律审查和监察调查。